# نوریو واکاموتو
نوریو واکاموتو (انگلیسی: Norio Wakamoto؛ زادهٔ ۱۸ اکتبر ۱۹۴۵) صداپیشه اهل ژاپن است.